# Kobayashi Chizu
Dans ce nom japonais, le nom de famille, Kobayashi, précède le nom personnel.
Kobayashi Chizu (小林千寿, née le 28 septembre 1954) est une joueuse de go professionnelle. Elle est notamment célèbre en Europe, où elle œuvre au développement du go depuis plusieurs années.

## Biographie
Kobayashi Chizu est née au Japon à Matsumoto en 1954. Elle commence à apprendre le go de son père dès l'âge de 4 ans, puis à 6 ans devient élève de Kitani Minoru. Cependant, elle retourne deux ans plus tard à Matsumoto dans sa famille. En 1966, à l'âge de 12 ans, elle termine 4e lors du championnat amateur féminin du Japon. Elle reçoit alors une lettre de Kitani Minoru qui l'invite à revenir dans son dojo. La famille accepte, et ce sont finalement les quatre frères et sœurs qui vont devenir élèves de Kitani. Elle devient également insei à la Nihon Ki-in, puis finalement professionnelle en 1972, à l'âge de 18 ans. Elle atteint le grade de 5e dan en 1978.
En 1975, alors qu'elle n'est que 3e dan, elle parvient en finale du Honinbo féminin. Elle remporte ensuite le titre en 1976, 1977 et 1978. Elle gagne également le Kakusei féminin en 1989. 
Kobayashi a enseigné le go à de nombreux talents européens, dont  Benjamin Teuber, Mérő Csaba, Ondrej Silt, Hans Pietsch, Farid Ben Malek et Sorin Gherman. 
Deux des frères de Kobayashi Chizu sont également professionnels : Kobayashi Satoru, et Kobayashi Kenji.

## Titres
| Titre           | Années      |
| --------------- | ----------- |
| Honinbo féminin | 1976 - 1978 |
| Kakusei féminin | 1989        |